# تويي (أرومية)
تويي هي قرية في مقاطعة أرومية، إيران. يقدر عدد سكانها بـ 76 نسمة بحسب إحصاء 2016.